# Pachycytes rufovestitus
Pachycytes rufovestitus är en skalbaggsart som beskrevs av Leon Fairmaire 1903. Pachycytes rufovestitus ingår i släktet Pachycytes och familjen långhorningar.
Artens utbredningsområde är Madagaskar. Inga underarter finns listade i Catalogue of Life.